# Astragalus pseudopsilacanthus
Astragalus pseudopsilacanthus là một loài thực vật có hoa trong họ Đậu. Loài này được Ali miêu tả khoa học đầu tiên.